# TBS (rete televisiva statunitense)
TBS è una emittente televisiva via cavo statunitense, che trasmette sport, commedie, e serie TV. È di proprietà della Warner Bros. Discovery. TBS è disponibile in tutti gli Stati Uniti. 
Prende origine dalla WTCG, una TV terrestre in UHF di proprietà di Ted Turner, che trasmetteva da Atlanta durante gli anni settanta. Nel 1976 Turner decise di creare una rete nazionale via satellite che trasmettesse i programmi della WTCG. Nel 1979 la WTCG cambiò nome in WTBS, mentre la rete nazionale venne dapprima chiamata SuperStation WTBS, per poi divenire SuperStation TBS o semplicemente TBS. 
La WTBS di Atlanta mantenne un palinsesto leggermente diverso dalla TBS nazionale fino al 1º ottobre 2007, quando la WBTS cambiò programmazione per concentrarsi sull'area di Atlanta, prendendo il nome di WPCH-TV.

## Loghi

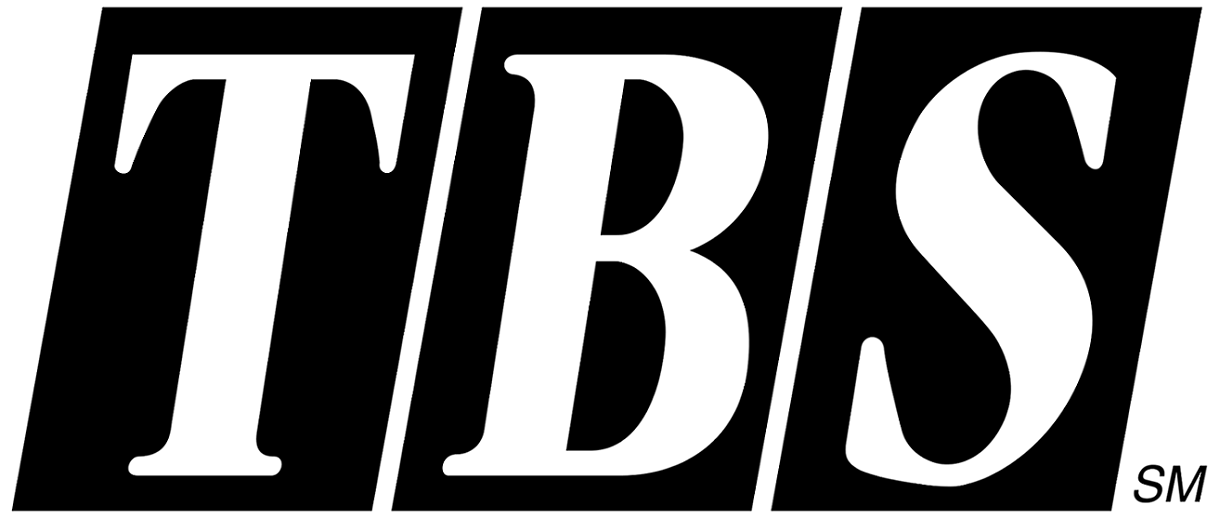
1987-1994
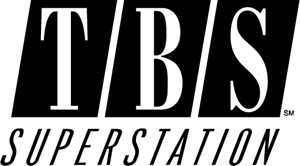
1994-2002
2003-2004
2004-2015
2015-presente

## Palinsesto

### Serie animate
- American Dad! (st. 12-21)

### Late night
- Conan (2010-2021)
- Full Frontal with Samantha Bee (2016-in corso)

### Comedy
- Angie Tribeca (2016-2018)
- The Detour (2016-2019)
- People of Earth (2016-2017)
- Wrecked (2016-2018)
- Search Party (2016-2017)

### Game Show
- Separation Anxiety (2016-in corso)
- America's Greatest Makers (2016-in corso)

### Sport
- AEW Dynamite (2022-in corso)